# گائومی (شاندونگ)
گائومی (شاندونگ) (به لاتین: Gaomi) یک شهر در سطح شهرستان در جمهوری خلق چین است که در ویفانگ واقع شده‌است.

## خصوصیات
گائومی ۱٬۶۰۵٫۶ کیلومترمربع مساحت و ۸۵۰٬۰۰۰ نفر جمعیت دارد.